# Marvel Cooke
Pour les articles homonymes, voir Cooke.
Marvel Jackson Cooke, née le 4 avril 1903 à Mankato dans l'État du Minnesota et morte le 29 novembre 2000 à New York est une journaliste américaine et une militante afro-américaine du mouvement des droits civiques aux États-Unis.

## Biographie

### Jeunesse et formation

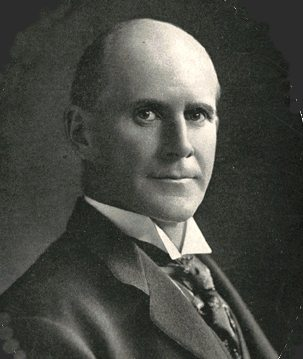
Portrait photographique de Eugene Victor Debs.

Marvel Cooke est la fille de Madison Jackson et d'Amy Wood Jackson. Son père quoique diplômé en droit de l'Université d'État de l'Ohio, et inscrit au barreau du Dakota du Sud n'a pas pu trouver d'emploi d'avocat ou de juriste en raison de sa couleur de peau, aussi, il devient porteur pour les wagons-lits de la Pullman Company et sa mère Amy Wood Jackson est une enseignante dans les réserves nord-amérindiennes. Sa mère démissionne parce qu'elle ne pouvait plus supporter la condition faite aux amérindiens. Son père engagé dans les mouvements des droits civiques est un socialiste dans la mouvance d'Eugene Victor Debs,,,,,.
En 1907, la famille Jackson emménage à Minneapolis, plus précisément dans le quartier Prospect Park, Minneapolis (en) à proximité du campus de l'université du Minnesota. La famille Jackson est la première famille afro-américaine à s'installer dans ce quartier, tout comme Marvel est la première élève noire à suivre les cours à la Sydney Pratt Elementary School / école élémentaire Sydney Pratt de Prospect Park,,,.
Après ses études secondaires, elle est admise à l'Université du Minnesota d'où elle sort diplômée en littérature anglaise en 1925, elle fait partie des cinq premiers Afro-Américains à être diplômé de cette université,,,.

### Carrière

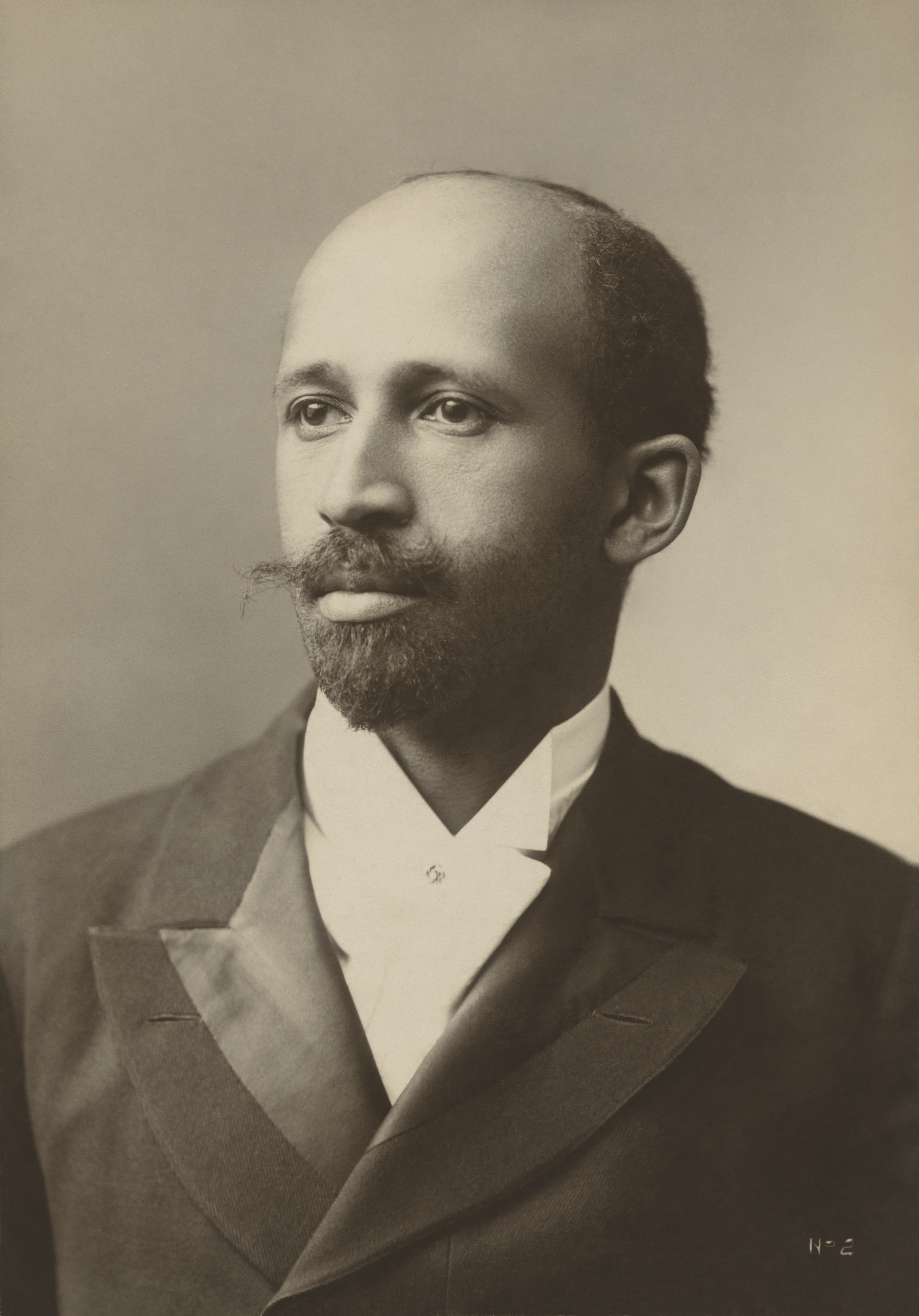
Portrait photographique de W.E.B. Du Bois réalisé par James E. Purdy.

En 1926, grâce à son diplôme, elle obtient un poste d'assistante de rédaction au sein de la revue Crisis, magazine de la National Association for the Advancement of Colored People, dirigée par W. E. B. Du Bois, elle part s'installer à New York. Elle est nommée rédactrice de la rubrique littéraire de Crisis, Brownsing Reader / Regard sur les livres,,,,.
Elle rédige pour Crisis des articles sur les écrivains du mouvement dit de la Renaissance de Harlem, appréciée pour ses critiques littéraires et ses recensions, elle devient l'amie d'écrivains comme Langston Hughes, Zora Neale Hurston, Dorothy Parker, Countee Cullen, Richard Wright, et d’artistes comme Elizabeth Catlett ou Paul Robeson,,.
En 1928, elle écrit également des articles pour le New York Amsterdam News, elle y est la première femme journaliste,.
En 1929, après son mariage avec Cecil Cook, le couple s'installe à Greensboro, dans la Caroline du Nord. Marvel quitte le journalisme pour devenir professeur d'histoire, de littérature anglaise et de latin dans une High School appartenant au complexes scolaire le North Carolina Agricultural and Technical College, maintenant devenu la North Carolina A&T State University,,,.
En 1931, le couple Cooke retourne à New York, Marvel reprend ses activités au sein du New York Amsterdam News. Elle se fait connaitre pour ses articles exposant les conditions socio-économiques des ouvriers afro-américains de New York, se démarquant ainsi du sensationnalisme de la presse afro-américaine,,,.
En 1933, elle crée une section du tout nouveau syndicat, la NewsGuild-CWA (en) au sein du New York Amsterdam News. En octobre 1935 elle déclenche une grève du personnel et est arrêtée le 10 octobre 1935 pour avoir organisé un piquet de grève empêchant l'accès aux locaux du journal. La grève s'arrête en décembre 1935, avec la réintégration des grévistes et de Marvel Cooke. Par l'organisation de cette grève, Marvel Cooke montre sa maturité politique et sociale comme activiste de gauche et attire l'attention de Benjamin J. Davis Jr, rédacteur en chef de journaux communistes ou proche du parti communiste comme The Negro Liberator ou le Daily Worker, qui va jouer un rôle dans l'adhésion de Marvel Cooke au parti,,,.

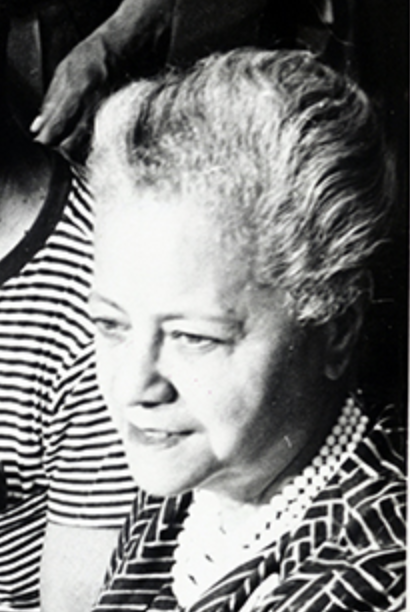
Photographie d'Anna Arnold Hedgeman prise le 3 août 1963 lors d'une préparatoire de la marche sur Washington.

En 1935, elle publie un article, co-rédigé avec Ella Baker, The Bronx Slave Market dans le magazine Crisis. Cet article est une critique des conditions d'exploitation des femmes afro-américaines qui désespérées, appauvries par la Grande dépression, vendaient leur force de travail pour obtenir un emploi au coin de la 167° rue et Jerome Avenue, dans le Bronx. Pour mieux démonter ce marché de l'exploitation de la pauvreté, Elle Baker et Marvel Cooke se déguisent en travailleuses pauvres pour se présenter à ce marché. Leur article a un impact sur l'opinion new-yorkaise aussi bien noire que blanche. Des militantes féministes ou syndicalistes comme Anna Arnold Hedgeman, Dora Lee Jones, Dorothy Height, des organisations comme le National Domestics Workers of America / L'organisation des travailleurs domestiques d'Amérique, le Domestic Workers of America / Les travailleurs domestique d'Amérique, le National Committee on Household Employment / Le rassemblement national des emplois de maison, et le Household Technicians of America / Les techniciens de services domestiques d'Amérique se mobilisent pour mettre fin à ce marché et offrir des alternatives,,.
Cette enquête sur le Bronx Slave Market marque un tournant dans la vie de Marvel Cooke qui va s'engager dans l'extrême gauche en adhérant au Parti communiste des États-Unis en 1936,,.
Ses articles se penchent de plus en plus vers les spécificités des conditions des femmes afro-américaines. Ainsi par exemple, en 1939, elle publie dans le New York Amsterdam News un article au titre de "Chorus Girl's Life is no Bed of Roses" / La vie des filles choristes n'est pas un lit de roses, dans lequel elle démystifie l'aura des Girls de l'Apollo Theater que leur attribue le public, en exposant leur condition de vie, journée de douze à quinze heures de travail, logement dans des locaux insalubres, cela pour un salaire de 25 dollars par semaine, la plupart quitte le métier au bout de deux ans, parce qu'usées. À la suite de cet article, les Girls de l'Apollo découvrent combien elles sont exploitées et vont se grouper pour rejoindre le Chorus Equity Association (en) fondé en 1919 par les danseurs des Ziegfield Folies.

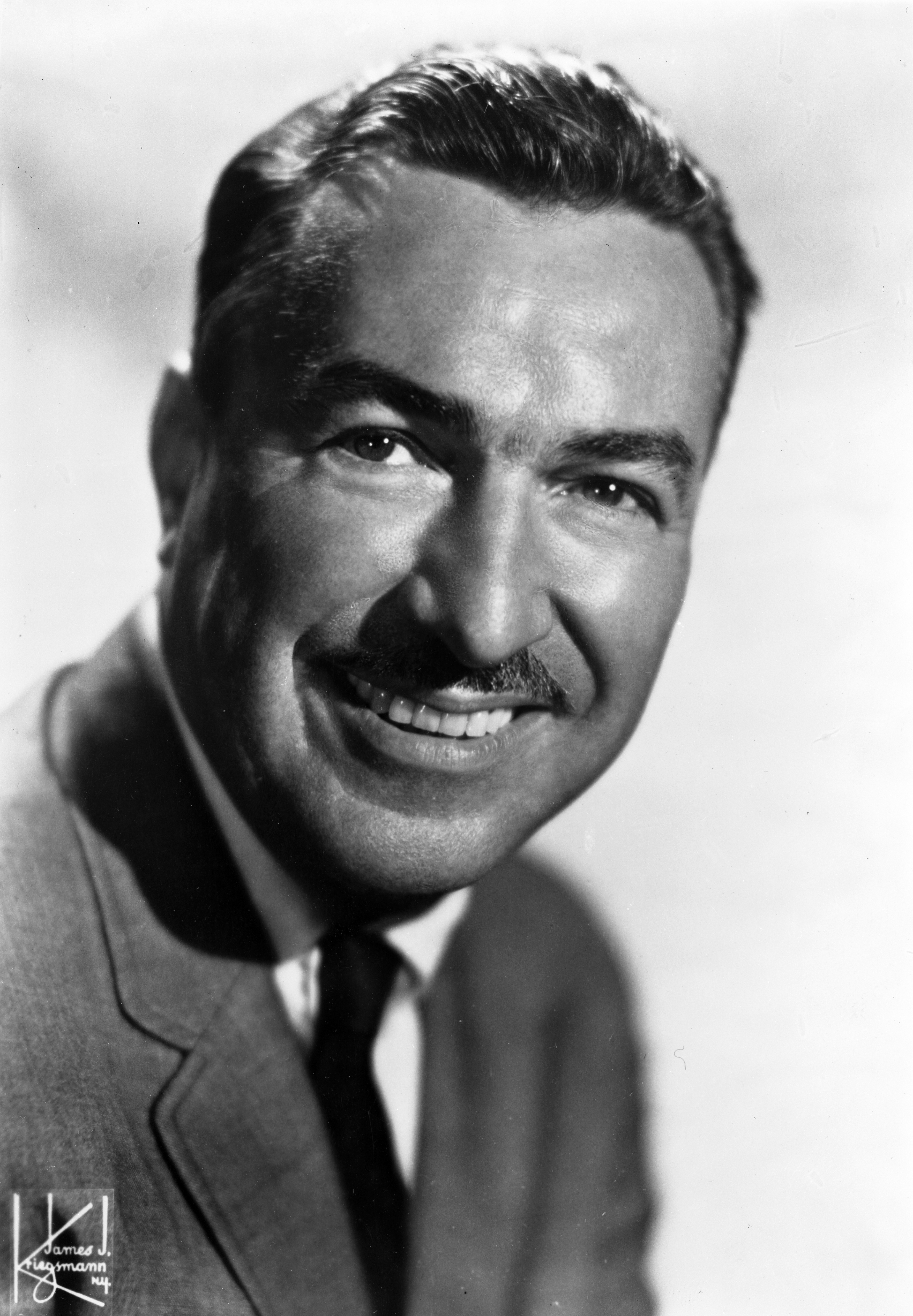
Portrait photographique d'Adam Clayton Powell

À partir de 1940, elle travaille comme rédactrice en chef adjointe pour l'hebdomadaire new-yorkais d'extrême gauche People's Voice, dirigé par Adam Clayton Powell Jr., jusqu'à sa fermeture en 1948,,,.
En 1949, elle devient rédactrice pour le The Daily Compass (en),,,.
Le 8 janvier 1950, le Daily Compass, publie un article I Was Part of the Bronx Slave Marketoù Marvel Cooke explique son implication et comme elle s'y est prise pour découvrir les scandales du Bronx Slave Market et comment elle l'a vécu,,,,.
En 1953, Marvel cooke comparait devant la Sous-commission parlementaire aux activités anti-américaines de New York, puis à la Commission de Washington où elle questionnée par le sénateur Joseph McCarthy au sujet de ses activités au sein de People's Voice et du parti communiste. Marvel cooke fait appel au cinquième amendement de la Constitution américaine pour ne pas répondre,,,.
Toujours en 1953, elle quitte le Daily Compass, elle est élue directrice du National Council of Arts, Sciences and Professions (en) de New York,,.
En 1957, à la suite des tensions de la guerre froide, elle quitte le parti communiste .
Dans les années 1970 elle est la trésorière du Fond pour la défense d'Angela Davis,.

### Affiliation
Marvel Jackson Cooke fut membre de diverses organisations des droits civiques et du mouvement ouvrier la National Association for the Advancement of Colored People, l'American Newspaper Guild (ANG) / La Guilde du journalisme américain, le Civil Rights Congress (en) / Rassemblement pour les droits civiques, le Parti communiste des États-Unis, le National Council of American–Soviet Friendship (en) /Assemblée pour l'amitié américano-soviétique, etc,.

### Vie privée
Elle rompt ses fiançailles d'avec Roy Wilkins, un militant afro-américain du Mouvement des droits civiques, membre de la National Association for the Advancement of Colored People (NAACP) quelle juge trop conservateur, pour épouser un athlète international Cecil Cook en 1929.
Le couple Cooke avait sa résidence au 409, Edgecombe Avenue à Harlem depuis 1932,.
Son époux Cecil Cooke meurt en 1978
Elle décède des suites d'une leucémie le 29 novembre 2000 à l'âge de 97 ans,,.

## Hommage
En 2018, les dramaturges Jacqueline E. Lawton et Jules Odendahl-James créent une pièce de théâtre, Edges of Time, consacrée à la vie de Marvel Cooke,.

## Pour approfondir

#### Notices dans des encyclopédies et manuels de références
- (en-US) Ashyia N. Henderson, Contemporary Black Biography, vol. 31, Detroit, Michigan, Gale Research, 20 novembre 2001, 311 p. (ISBN 9780787652821, lire en ligne), p. 40-42. ,
- (en-US) Dayo F. Gore (dir.), Radicalism at the Crossroads : African American Women Activists in the Cold War, New York, New York University Press, 1er octobre 2012, 242 p. (ISBN 9780814770115, lire en ligne), p. 100-129,
- (en-US) Henry Louis Gates Jr. (dir.), African American National Biography, vol. 3, Chandler-Dickinson, New York, Oxford University Press, USA, 15 mars 2013, 621 p. (ISBN 9780199920778, lire en ligne), p. 247-248. ,

#### Articles
- (en-US) Lashawn Harris, « Marvel Cooke: Investigative Journalist, Communist and Black Radical Subject », Journal for the Study of Radicalism, vol. 6, no 2,‎ 2012, p. 91-126 (36 pages) (lire en ligne ). ,

### Articles wikipédia connexes
- Afro-Américains
- Mouvement des droits civiques aux États-Unis
- National Association for the Advancement of Colored People
- Renaissance de Harlem
- New York Amsterdam News
- The Crisis (magazine)
- Ella Baker
- Angela Davis